# Geomys arenarius
Geomys arenarius és una espècie de mamífer rosegador de la família dels geòmids. Viu al nord de Mèxic i el sud dels Estats Units. Es tracta d'una espècie excavadora. El seu hàbitat natural són els sòls blans de zones pertorbades o sorrenques a prop d'aigües obertes (sovint a la vora de rius, estanys o canals de reg). Està amenaçat per la destrucció i fragmentació del seu entorn a causa del pasturatge i la supressió d'incendis.

## Hàbitat i distribució
Viuen al sud dels Estats Units, als estats de Nou Mèxic i Texas, i al nord de Mèxic, a l'estat de Chihuahua, en sòls sorrencs i remoguts que estan molt drenats i són fàcilment penetrables. Són comuns al llarg de les terres baixes dels rius, així com al llarg de rases de reg. Fan ús de les urpes per excavar, enlloc de les dents incisives, el qual restringeix aquesta espècie en sòls sorrencs amb una composició per sota del 30% de fang i més del 40% de sorra.
L'àrea de distribució dels individus d'aquesta espècie és equivalent a la mida del seu cau, amb l'excepció de l'època d'aparellament. Són animals extremadament sedentaris que un cop establerts només canvien de territoris per motius de força major com pot ser que el seu territori estigui atapeït d'animals grossos. S'ha descobert que els territoris que ocupen aquests animals poden variar de forma o mida, en funció de la disponibilitat d'aliment i les condiciones del sòl.

## Descripció
Els individus d'aquesta espècie són robusts, de mida mitjana, tenen cues relativament llargues i gairebé nues i tenen una coloració pàl·lida. El seu pelatge dorsal és de color marró pàl·lid i està format per pèls llargs i fins que són de color negre a l'extrem. Aquesta coloració continua fins a l'abdomen on de vegades es barrejar amb pèls blancs a l'abdomen, al pit i als peus.
Tenen unes potes davanteres grans que acaben en uns dits flexibles amb urpes llargues, i que estan molt adaptades a l'excavació. Han reduït els ulls i les orelles, el qual els permet desplaçar-se millor sota terra a través dels túnels. També compten amb unes grans bosses externes i folrades a les galtes, que arriben des del costat de la boca fins a les espatlles.
Els individus d'aquesta espècie es poden distingir fàcilment d'altres geòmids per la manca de cresta sagital, per una protuberància al centre d'os zigomàtic, i comprovant què el seu rostre no excedeixi en longitud la part basilar de l'os occipital. El zigoma d'aquesta espècie també és únic entre els geòmids en el té els costats laterals paral·lels en contrast amb els costats laterals de la resta d'espècies que convergeixen posteriorment. Les seves dents incisives superiors tenen dos solcs.
Hi ha un pronunciat dimorfisme sexual en aquesta espècie. S'ha observat que els amidaments externs i cranials, excloent l'amplitud interorbitària, eren més grans en els homes. Els pesos corporals dels d'aquesta espècie van des de 198 fins a 254 g en els mascles, i de 165 a 207 g en les femelles.

## Comportament
Passen la major part del temps en sistemes de túnels que arriben a superar els 30 metres longitud i es troben entre 10 i 20 cm per sota de la superfície. Els caus estan formats per nombroses cambres laterals i monticles, així com una cambra central on conflueixen tots els túnels. En un estudi d'un cau, es va observar que la cambra central feia 28 cm de llarg, 23 d'ample i es trobava a 20 cm de profunditat.
Són animals solitaris de vida subterrània. Els individus viuen sols, cadascun en el seu propi sistema de túnels, i són intolerants a altres membres de la seva pròpia espècie. L'excepció a aquest patró de comportament té lloc durant l'època d'aparellament, en la qual els mascles cerquen les femelles. Quan un individu està enutjat o es introduït a un altre individu, comença a emetre sons respirant ràpidament i lluitarà violentament amb l'altre. També poden cridar ocasionalment si són ferits.
Quan cerquen aliment a la superfície, recullen l'aliment i l'emmagatzemen a les bosses de les galtes per portar-lo al cau. Quan tornen a entrar al cau obstrueixen l'entrada permetent un millor control de la temperatura a l'interior del cau, així com mantenir als depredadors fora. Aquesta espècie recull i emmagatzema aliment al cau per al seu ús durant l'hivern.

### Reproducció
Durant l'època d'aparellament, els mascles cerquen una femella estenen els seus caus fins als caus ocupats per femelles, o per la superfície cercant l'entrada d'un cau d'una femella. Com els territoris dels mascles no es solapen entre ells, però si es solapen amb els d'entre una i quatre femelles, el sistema d'aparellament és polígam. El comportament extremament territorial d'aquesta espècie es redueix durant l'època d'aparellament d'acord amb la seva forma d'aparellar-se. Tenen dos cicles reproductius durant l'any, a la primavera i a l'estiu. Com que la temporada d'aparellament s'allarga, això els permet tenir més d'una ventrada per any.
El període de gestació és de 18 o 19 dies, després dels quals les femelles donen a llum 3 o 4 cries. Els nounats són altricials. Cap als 26 dies després de néixer, se'ls obren els ulls i les orelles, i cap als 39 dies, les bosses de les galtes s'obren i ja poden portar aliment. Cap als 100 dies el pelatge d'adult és mig complet. El deslletament té lloc entre els 35 i 40 dies. No obstant això, les cries romanen amb la mare fins al dos mesos d'edat, moment en què comencen a dispersar-se. La cria per part dels pares és absent o desconeguda.

### Esperança de vida
No hi ha informació sobre l'esperança de vida d'aquesta espècie. No obstant això, un estudi d'una espècie estretament relacionada, T. talpoides, ha proporcionat algunes dades sobre la seva longevitat. En un estudi de camp de cinc anys de duració sobre una població de T. talpoides, la femella més gran tenia 4 anys i 9 mesos d'edat, i el mascle més gran en tenia 3. Es va observar que la mitjana d'edat de la població era d'uns 13,6 mesos en els mascles i de 18,3 mesos en les femelles. El 96% dels individus tenia 2 anys o menys en el moment de la seva captura.

### Comunicació i sentits
Aquesta espècie té els ulls i les orelles petites com a adaptació per desplaçar-se amb facilitat pels túnels subterranis, i no confien massa en la seva vista ni en la seva oïda. Principalment perceben el seu entorn a través de les vibrisses que els cobreixen el cos, i a través de la seva cua sensible, que fan servir com a guia quan es mouen cap enrere per un túnel. Els indicadors químics també són molt importants.
Es coneix poc sobre els hàbits de comunicació d'aquesta espècie en estat salvatge. En captivitat emeten sons com de triturar i esclafar amb les dents, similars als d'altres geòmids.

### Dieta
Aquesta espècie és estrictament herbívora. Són animals oportunistes que s'alimenten d'una àmplia varietat de plantes, incloses les arrels subterrànies, els rizomes i els bulbs que troben dins dels seu sistema de túnels. També s'alimenten de vegetació de la superfície que es de fàcil accés des dels seus caus. S'alimenten de qualsevol part de la planta: tiges, arrels, fulles, flors, espines, brots i llavors. També mengen alfals, així com una varietat d'espècies de gespa. Aquests animals obtenen les quantitats necessàries d'aigua de la humitat a la vegetació de la qual s'alimenten i rarament requereixen aigua per beure.

### Predadors
L'efecte dels predadors sobre aquesta espècie no està encara ben estudiat. Això es deu al fet que són animals subterranis i només estan a l'abast dels predadors quan es troben a la superfície. Sembla que les aus, en especial l'aligot rovellat, són la seva major amenaça, encara que els coiots, les musteles i els cròtals han mostrat certa efectivitat com a predadors.

## Ecosistemes
Aquests animals tenen influència sobre els ecosistemes en què viuen, és a través del moviment continu de la terra que forma el sòl, el que augmenta la barreja i la penetració d'aire als sòls que habiten, augmentant la seva fertilitat i estimulant el creixement de vegetació. Aquesta espècie també augmenta la fertilitat del sòl perquè allibera i aireja la terra i barreja la matèria orgànica en el sòl, a través de matèria fecal i magatzems subterranis de vegetació. Tanmateix, aquest moviment continu de la terra també pot accelerar l'erosió del sòl. A més, els seus monticles poden danyar els cultius i conduir a l'esgotament de les pastures. Alguns cultius particularment danyats per aquesta espècie són les patates dolces, la canya de sucre i els pèsols.

## Taxonomia
S'han descrit dues subespècies:
- G. a. arenarius (Merriam, 1895)
- G. a. brevirostris (Hall, 1932)

## Estat de conservació
La UICN considera aquesta espècie com gairebé amenaçada.